# غايتانو سالفيميني
غايتانو سالفيميني (8 سبتمبر 1873 – 6 سبتمبر 1957) كان سياسيًا اشتراكيًا إيطاليًا ومناهضًا للفاشية، ومؤرخًا، وكاتبًا. وُلد في عائلة متوسطة الحال، وأصبح مؤرخًا بارزًا جذبت أعماله الاهتمام في إيطاليا وخارجها، خاصة في الولايات المتحدة، بعد أن أجبره نظام بينيتو موسوليني الفاشي على النفي.
انخرط سالفيميني في البداية مع الحزب الاشتراكي الإيطالي، ثم تبنى لاحقًا اشتراكية إنسانية مستقلة، وحافظ على التزامه بالإصلاح السياسي والاجتماعي الجذري طوال حياته. قدم سالفيميني قيادة بارزة للاجئين السياسيين في الولايات المتحدة، وساهمت كتاباته الغزيرة في تشكيل مواقف صانعي السياسات الأمريكية خلال الحرب العالمية الثانية وبعدها. منحه منفاه عبر الأطلسي رؤى جديدة وزاويةً فريدةً لشرح صعود الفاشية، كما أثر في ذاكرة الحرب والحياة السياسية في إيطاليا بعد عام 1945.
في إيطاليا ما بعد الحرب، دعا سالفيميني إلى «طريق ثالث» بين الحزب الشيوعي الإيطالي وحزب الديمقراطية المسيحية.

## الحياة المبكرة والمهنية
وُلد سالفيميني في بلدة مولفنت بإقليم بولية، جنوب مملكة إيطاليا الفقيرة، ضمن عائلة كبيرة متوسطة الدخل من المزارعين والصيادين. كان والده إيلاريوني سالفيميني عضوًا في قوات الكارابينييري (قوات الدرك الوطني الإيطالية) ومُعلمًا بدوام جزئي. وقد كان جمهوريًا راديكاليًا شارك سابقًا مع «ذوو القمصان الحمر» التابعين لجوزيبي غاريبالدي في نضاله لتوحيد إيطاليا. أما والدته إيمانويلا سالفيميني (لقبها قبل الزواج: تورتور) فكانت اشتراكية. ساهمت التوجهات السياسية لوالديه، بالإضافة إلى فقر المنطقة، في تشكيل مُثُله السياسية والاجتماعية طوال حياته.
التحق سالفيميني بجامعة فلورنسا، حيث تعرف على طلاب من شمال إيطاليا وانخرط مع اشتراكيين شباب قدموا له الماركسية، وأفكار الفيلسوف الثوري كارلو كاتانيو، ومجلة «كريتيكا سوسياله» الاشتراكية الإيطالية التي حررها أشهر ماركسيي إيطاليا فيليبو توراتي. بعد إنهاء دراسته في فلورنسا عام 1894، رسّخت أبحاثه التاريخية حول فلورنسا في العصور الوسطى، والثورة الفرنسية، وجوزيبي مازيني، مكانته كمؤرخ بارز. تزوج عام 1897 من ماريا مينيرفيني، ابنة مهندس من بولية، التي تعرف عليها خلال دراسته في فلورنسا، وأنجب منها خمسة أطفال: فيليبو، ليونيدا، كورادو، أوغو، وإيلينا.
في عام 1901، وبعد سنوات من التدريس في المدارس الثانوية، عُيّن سالفيميني أستاذًا للتاريخ الوسيط والحديث في جامعة مسينا. أثناء وجوده هناك، لقيَت زوجته وأطفاله الخمسة وشقيقته حتفهم أمام عينيه خلال زلزال مسينا المدمر عام 1908، بينما كانوا يختبئون تحت عتبة نافذة؛ وهي تجربة تركت أثرًا عميقًا في حياته. وكتب لاحقًا: «أنا بائس تعيس بلا مأوى ولا عائلة، رأيت سعادة أحد عشر عامًا تُدمر في دقيقتين.»

## الانخراط في الاشتراكية
ازداد اهتمام سالفيميني بالسياسة الإيطالية وانضم إلى الحزب الاشتراكي الإيطالي (بالإيطالية Partito Socialista Italiano، اختصارًا: PSI). كعضو في الحزب، ناضل من أجل الاقتراع العمومي وإحياء إيطاليا الجنوبية ميزوجورنو(Mezzogiorno) أخلاقيًا واقتصاديًا ومحاربة الفساد السياسي. بصفته مناصرًا لقضايا الجنوب، انتقد الحزب الاشتراكي لعدم اكتراثه بمشاكل جنوب إيطاليا. في النهاية، تخلى عن الحزب ليعتنق اشتراكية إنسانية مستقلة لكنه حافظ على التزامه بالإصلاح الجذري طوال حياته.
في عام 1910، نشر مقالًا في الصحيفة الاشتراكية «أفانتي!» بعنوان «وزير العالم السفلي» (بالإيطالية: Il ministro della malavita) هاجم فيه نظام السلطة وآلة السياسة التابعة لرئيس الوزراء الليبرالي جيوفاني جيوليتي، الذي هيمن على الحياة السياسية الإيطالية أوائل القرن العشرين. وبحسب سالفيميني، فقد لام جيوليتي لاستغلاله تخلف جنوب إيطاليا لتحقيق أهداف سياسية قصيرة المدى، عبر استرضاء ملاك الأراضي والتعامل مع وسطاء سياسيين فاسدين مرتبطين بالعالم السفلي. ووفقًا لسالفيميني، استغل جيوليتي «الأوضاع البائسة في ميزوجورنو لربط كتلة النواب الجنوبيين به«.
عارض سالفيميني الحملة العسكرية الإيطالية المكلفة في ليبيا خلال الحرب الإيطالية-العثمانية (بالإيطالية: Guerra Italo-Turca؛ 1911–1912). ورأى أن الحرب لا تلبي الاحتياجات الحقيقية للبلاد التي كانت في حاجة إلى إصلاحات اقتصادية واجتماعية بعيدة المدى، بل كانت تمثل تواطؤًا خطيرًا بين القومية الواهمة ومصالح الشركات. في عام 1911، غادر سالفيميني الحزب الاشتراكي الإيطالي (PSI) بسبب ما وصفه «الصمت واللامبالاة» من قبل الحزب تجاه الحرب. أسس بعد ذلك المجلة السياسية الأسبوعية «لْيونِيتَا» (بالإيطالية: L'Unità)، التي مثلت صوت الديمقراطيين المناضلين في إيطاليا خلال العقد التالي. كما انتقد طموحات الحكومة في بناء إمبراطورية إيطالية ومخططاتها في أفريقيا، ووصفها بأنها «حماقة شوفينية».

## موقفه من التدخل في الحرب العالمية الأولى
أيّد سالفيميني دخول إيطاليا الحرب العالمية الأولى إلى جانب دول التحالف ضد الإمبراطوريات الألمانية والنمساوية-المجرية التي وصفها بأنها «قديمة الطابع»، داعيًا إلى هزيمتها خدمةً لمصالح إيطاليا، خاصةً وأن النمسا-المجر كانت لا تزال تحتل مناطق تُعتبر إيطالية. كان موقف التدخل في الحرب أقلية بين الاشتراكيين، إذ ميّزوا -بحسب تعبير باتيستا سانثيا- «بين الحرب الإمبريالية والمطالب الوطنية العادلة ضد الإمبرياليات القديمة؛ إذ لم يروا وجاهةً في بقاء بعض الأقاليم الإيطالية تحت سيطرة دولة أجنبية، ناهيك عن كونها رجعية». سعى سالفيميني إلى تحقيق مشاركة أوسع للجماهير في الشأن السياسي والاقتصادي والاجتماعي، بالإضافة إلى تقرير المصير الوطني.
داخل الحركة التدخلية اليسارية الإيطالية، أصبح سالفيميني أحد قادة التيار الديمقراطي التدخلي إلى جانب ليونيدا بيسولاتي. آمن بأن إيطاليا ستعيد اكتشاف جذورها الديمقراطية من خلال النضال من أجل الديمقراطية خارج حدودها. تطوع للخدمة خلال العامين الأولين من الحرب تماشيًا مع موقفه التدخلي. لكن خاب أمله مع نهاية الحرب لعدم تجاوز الخلافات بين الدول في النهاية، ولعدم تمكّن الشعوب من التأثير بشكل كافٍ على قرارات حكوماتها.
بعد عودته إلى الحياة المدنية، واصل تدريس التاريخ في جامعة بيزا، وعُيّن عام 1916 أستاذًا للتاريخ الحديث في جامعة فلورنسا. على مر السنين، تقارب مع الاقتصادي لويجي إيناودي، وطوّر تدريجيًا منهجًا بحثيًا عمليًا وتحليلًا استقرائيًا أسماه «كونكريتيزمو» (concretismo) – الذي يعد مزيجًا من القيم العلمانية لعصر التنوير والليبرالية والاشتراكية بالمقارنة مع منهج المفكرين الأكثر فلسفةً مثل الليبرالي بينيدتو كروتشه والماركسي أنطونيو غرامشي.
عام 1916، تزوج من فيرناند دورياك، زوجة جوليان لوشير المطلقة، الذي كان خبير في الدراسات الإيطالية ومؤسس «المعهد الفرنسي» في فلورنسا، والمحرك الرئيسي بين عامي 1916 و1919 لمجلة «ريفو دي ناسيون لاتينز (Revue des nations latines) «والتي تعاون سالفيميني معها أيضًا. أصبح ابن زوجته جان لوشير لاحقًا رئيسًا للصحافة الفرنسية المتعاونة مع الاحتلال الألماني لفرنسا في باريس خلال الحرب العالمية الثانية.

## الوفاة والإرث
قضى سالفيميني الفترة الأخيرة من حياته في سرنت بإقليم كمبانية جنوب إيطاليا، ولم يتوقف عن فضح العلل الإيطالية القديمة: الفساد الإداري والفضائح والإجراءات القضائية المطولة التي استمرت في تفضيل الأقوياء. كما أعرب عن أسفه لضعف المدارس العامة التي رأى أنها لا تُشكّل وعيًا نقديًا حقيقيًا. بعد مرض طويل، توفي في 6 سبتمبر 1957 عن عمر ناهز 83 عامًا.
يُعتبر سالفيميني أحد أوائل وأبرز المعارضين للفاشية. وفقًا لكاتب سيرته تشارلز إل. كيلينجر، جسّد سالفيميني ثقافة سياسية جعلت «الفاشيين يُعارضونه قبل أن يصبح هو نفسه معاديًا للفاشية، ومحاولاتهم لإسكاته جعلت اسمه مرادفًا للمقاومة الإيطالية المبكرة للنظام الجديد». رغم كونه مؤرخًا غزير الإنتاج، لم يكن من النوع الذي يفصل بين البحث الأكاديمي والنشاط السياسي. نظم طوال منفاه مقاومة نشطة ضد موسوليني، وساعد آخرين في الهروب من إيطاليا، ولعب دورًا مهمًا في حشد الرأي العام والنخبوي في أمريكا ضد النظام الفاشي.
يصف ألكسندر دي جراند، كاتب سيرة جيوليتي، خصمه سالفيميني بأنه «مؤرخ بارز، قاده التزمت الأخلاقي»، و«رجل صعب اجتذب ولاءات عميقة وعداوات مريرة»، كان «يسعى دائمًا لتحويل أفكاره إلى سياسات عملية، رغم كونه سياسيًا متوسطًا، بل كارثيًا»، مستشهدًا بتعليق المنفيّ ماكس أسكولي الذي وصفه بأنه «أعظم أعداء السياسة بين كل من عرفت». ومع ذلك، كان سالفيميني قوة ملهمة تركَت بصمة دائمة على السياسة والتأريخ الإيطالي. ناضل كناشط حزبي وكاتب سياسي وصاحب منصب عام، من أجل الإصلاح الاجتماعي والسياسي، وأصبح اسمه مرادفًا للمقاومة الإيطالية المبكرة ضد إيطاليا الفاشية. وقد ردّد سالفيميني مرارًا مبدأه الحياتي: «افعل ما يجب عليك فعله، مهما كانت العواقب» (بالإيطالية: Fa' quello che devi, avvenga quello che può).